# Lijst van voetbalinterlands Afghanistan - Indonesië
Deze lijst van voetbalinterlands is een overzicht van alle officiële voetbalwedstrijden tussen de nationale teams van Afghanistan en Indonesië. De landen speelden tot op heden twee keer tegen elkaar. De eerste ontmoeting, een vriendschappelijke wedstrijd, werd gespeeld in Dubai (Verenigde Arabische Emiraten) op 25 mei 2021. Het laatste duel, eveneens een vriendschappelijke wedstrijd, vond plaats op 16 november 2021 in Belek (Turkije).

## Wedstrijden
| № | Plaats | Datum            | Competitie        | Wedstrijd               | Uitslag |
| - | ------ | ---------------- | ----------------- | ----------------------- | ------- |
| 1 | Dubai  | 25 mei 2021      | Vriendschappelijk | Indonesië – Afghanistan | 2 − 3   |
| 2 | Belek  | 16 november 2021 | Vriendschappelijk | Afghanistan − Indonesië | 1 − 0   |

## Samenvatting
| Competitie        | Totaal gespeeld | Winst Afghanistan | Gelijk | Winst Indonesië | Doelsaldo Afghanistan – Indonesië |
| ----------------- | --------------- | ----------------- | ------ | --------------- | --------------------------------- |
| Vriendschappelijk | 2               | 2                 | 0      | 0               | 4 − 2                             |
| Totaal            | 2               | 2                 | 0      | 0               | 4 − 2                             |

FFA · A-internationals · Afghaans vrouwenelftal
1940 - 1949 · 
1950 - 1959 · 
1960 - 1969 · 
1970 - 1979 · 
1980 - 1989 · 
1990 - 1999 · 
2000 – 2009 · 
2010 – 2019
Bangladesh ·
Bhutan ·
Cambodja ·
China ·
Filipijnen ·
Hongkong ·
India ·
Indonesië ·
Irak ·
Iran ·
Japan ·
Jordanië ·
Kirgizië ·
Koeweit ·
Laos ·
Libanon ·
Luxemburg ·
Malediven ·
Maleisië ·
Mongolië ·
Nepal ·
Noord-Korea ·
Oman ·
Pakistan ·
Palestina ·
Qatar ·
Saoedi-Arabië ·
Singapore ·
Sri Lanka ·
Syrië ·
Tadzjikistan ·
Taiwan ·
Thailand ·
Turkmenistan ·
Vietnam ·
Zuid-Korea
PSSI · 
Indonesisch vrouwenelftal
WK 1938
OS 1956
Afghanistan ·
Andorra ·
Argentinië ·
Australië ·
Bahrein ·
Bangladesh ·
Bhutan ·
Bosnië en Herzegovina ·
Brunei ·
Bulgarije ·
Burundi ·
Cambodja ·
Canada ·
China ·
Cuba ·
Curaçao ·
DDR ·
Denemarken ·
Dominicaanse Republiek ·
Egypte ·
Estland ·
Fiji ·
Filipijnen ·
Ghana ·
Guinee ·
Guyana ·
Hongarije ·
Hongkong ·
India ·
Irak ·
Iran ·
Jamaica ·
Japan ·
Jemen ·
Joegoslavië ·
Jordanië ·
Kameroen ·
Kenia ·
Kirgizië ·
Koeweit ·
Kroatië ·
Laos ·
Liberia ·
Libië ·
Liechtenstein ·
Litouwen ·
Malediven ·
Maleisië ·
Malta ·
Marokko ·
Mauritius ·
Moldavië ·
Myanmar ·
Nederland ·
Nepal ·
Nieuw-Zeeland ·
Nigeria ·
Noord-Korea ·
Oezbekistan ·
Oman ·
Oost-Timor ·
Pakistan ·
Palestina ·
Papoea-Nieuw-Guinea ·
Paraguay ·
Puerto Rico ·
Qatar ·
Saoedi-Arabië ·
Senegal ·
Singapore ·
Sri Lanka ·
Syrië ·
Taiwan ·
Tanzania ·
Thailand ·
Turkmenistan ·
Uruguay ·
Vanuatu ·
Verenigde Arabische Emiraten ·
Vietnam ·
Zimbabwe ·
Zuid-Jemen ·
Zuid-Korea ·
Zuid-Vietnam